# Orbea decaisneana
Espèce
Orbea decaisneana est une espèce de plantes dicotylédones de la famille des Apocynaceae, sous-famille des Asclepiadoideae, originaire d'Afrique saharienne.
Ce sont des plantes herbacées succulentes aux tiges minces et ramifiées, qui s'enracinent librement au contact du sol. Les fleurs pourpre-noirâtre, sont givrées de papilles blanches minuscules.
Orbea decaisneana est une plante très toxique, cependant les toxines en cause n'ont pas été caractérisées chimiquement.

## Synonymes
Selon WCSP (World Checklist of Selected Plant Falimies) :
- Synonymes homotypiques :
  - Boucerosia decaisneana Lem. (1844) (basionyme).
  - Desmidorchis decaisneana (Lem.) Kuntze (1891).
  - Caralluma decaisneana (Lem.) N.E.Br. (1892).
  - Stapelia decaisneana (Lem.) A.Chev., Rev. Bot. App (1934).
  - Pachycymbium decaisneanum (Lem.) M.G.Gilbert (1990).
  - Angolluma decaisneana (Lem.) L.E.Newton (1993).
- Synonymes hétérotypiques :
  - Caralluma hesperidum (1922).
  - Caralluma venenosa Maire (1931).
  - Caralluma commutata subsp. hesperidum (Maire) Maire (1934).
  - Caralluma decaisneana subsp. hesperidum (Maire) Raynaud (1991).
  - Angolluma hesperidum (Maire) Plowes (1994).
  - Angolluma sudanensis Plowes (1994).
  - Angolluma venenosa (Maire) Plowes (1994).
  - Orbea decaisneana subsp. hesperidum (Maire) Jonkers (2008).
  - Ceropegia venenosa (Maire) Bruyns (2017).
  - Ceropegia venenosa subsp. hesperidum (Maire) (2017), nom. superfl.